# Poupe

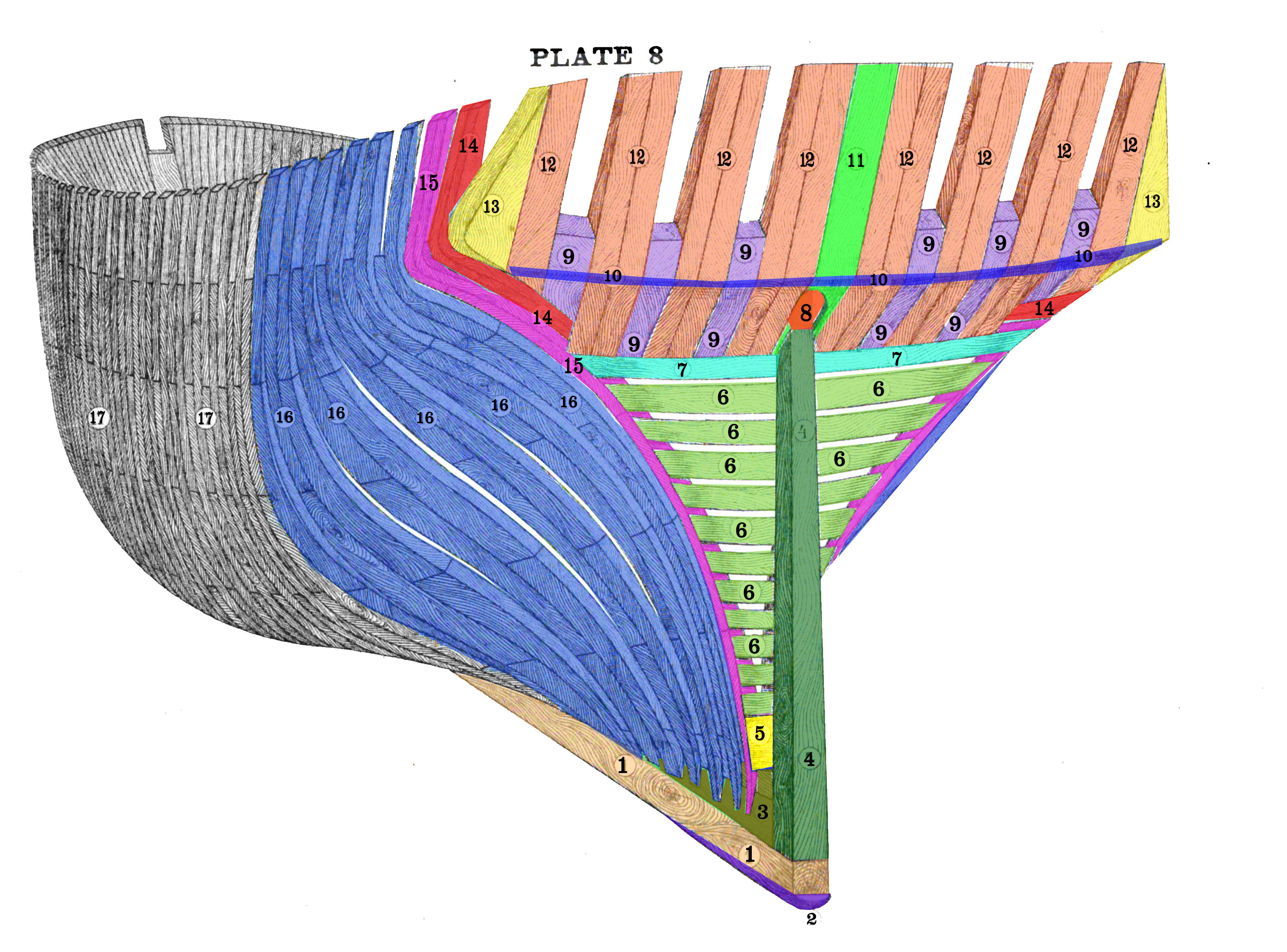
Henri Paasch. Illustrated Marine Encyclopedia. 1890. Poupe. 1. Quille; 2. Aileron; 3. Massif d'étambot/Courbe d'étambot; 4. Étambot; 5. Garniture pour bois; 6. Petites barres d'arcasse ou Barres de contre-arcasse ou contre-lisses; 7. Barre d'hourdi, lisse de hourdi ou grande barre d'arcasse; 8. Jaumière; 9. Allonge de poupe (voûte); 10. Bord (voûte); 11. Apôtre d'étambot; 12. Jambette de voûte; 13. Allonge de côté (voûte); 14. Couples de l'arrière; 15. Estain; 16. Couples dévoyés ou élancés; 17. Couples droits

Pour les articles homonymes, voir Poupe (homonymie).
La poupe est l'arrière d'un navire.

## Description
Dans la marine en bois des XVIe, XVIIe et XVIIIe siècles, la poupe se situe au-delà du plan formé par les estains, dernier couple avant l'étambot. Si l'on imagine deux plans transversaux passant l'un par les faces avant du coltis, l'autre par les faces avant de l'estain et des alonges de cornière, la membrure d'un navire se trouve divisée en trois parties, dites la proue, la maîtresse partie et la poupe. Par métonymie le terme « étambot », la pièce de structure de la coque la plus en arrière, est parfois utilisé pour désigner la poupe.
La « poupe », l'« arrière », l'« étambot » ou le « cul » s'opposent à la « proue », l'« avant » ou l'« étrave ».
Survivance du passé, on utilise encore le terme « feu de poupe » pour désigner le feu réglementaire installé à l'arrière du navire.
Mais le terme poupe pour désigner l'arrière d'un bateau n'est plus utilisé par les professionnels du monde maritime.

## Galerie

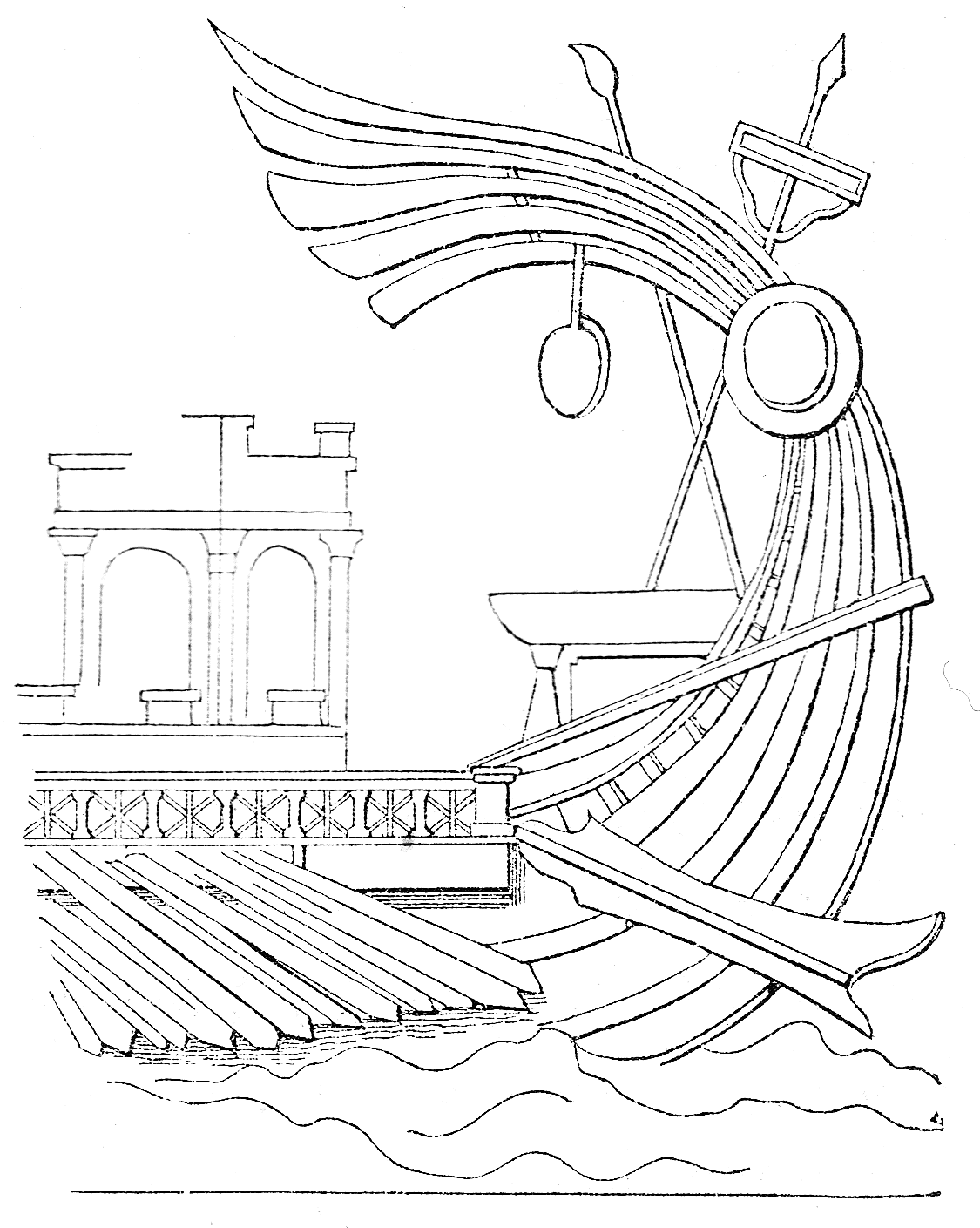
Poupe de trirème surmonté de l'aplustre.
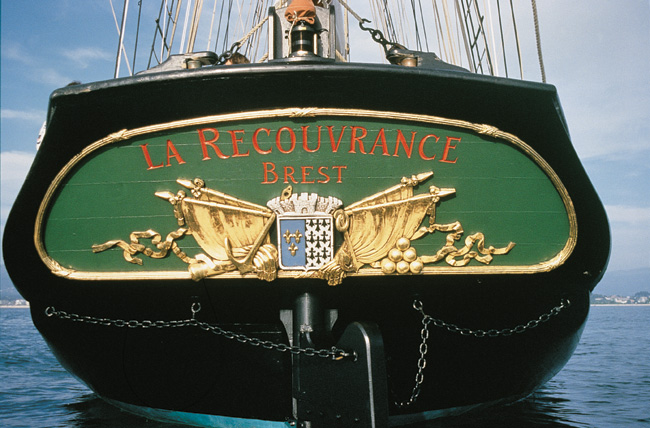
Poupe de La Recouvrance.
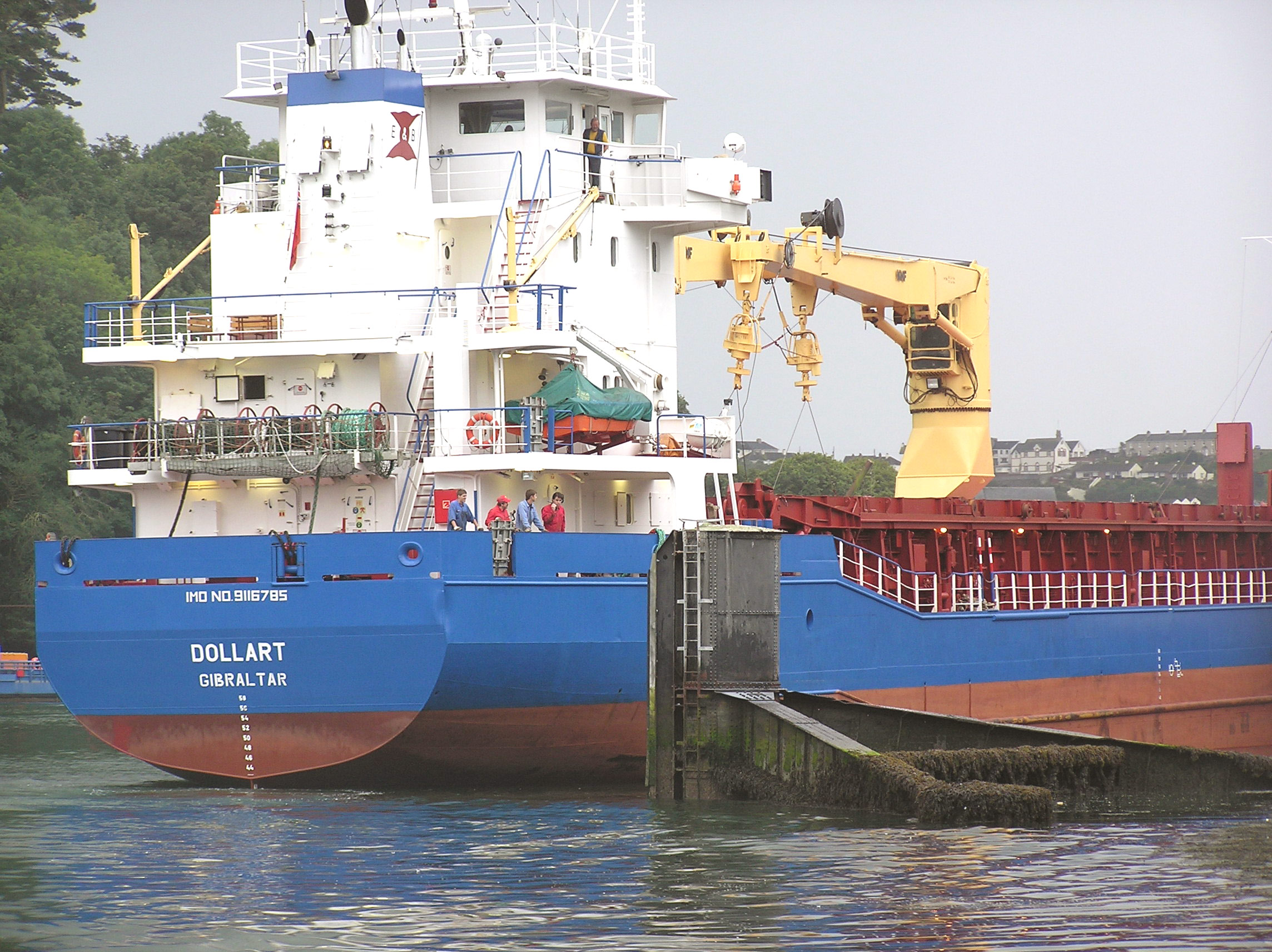
Cul en tableau d'un cargo.
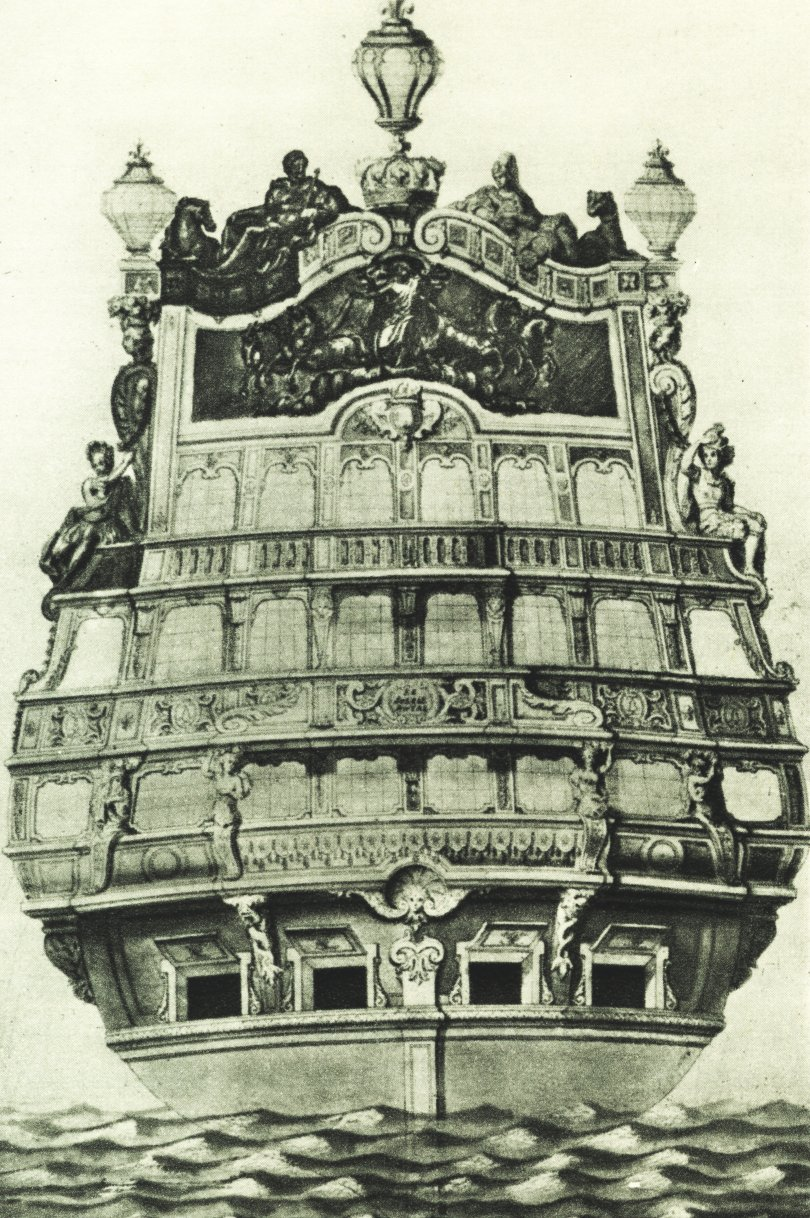
Poupe du Soleil Royal (1669) par Jean Bérain.
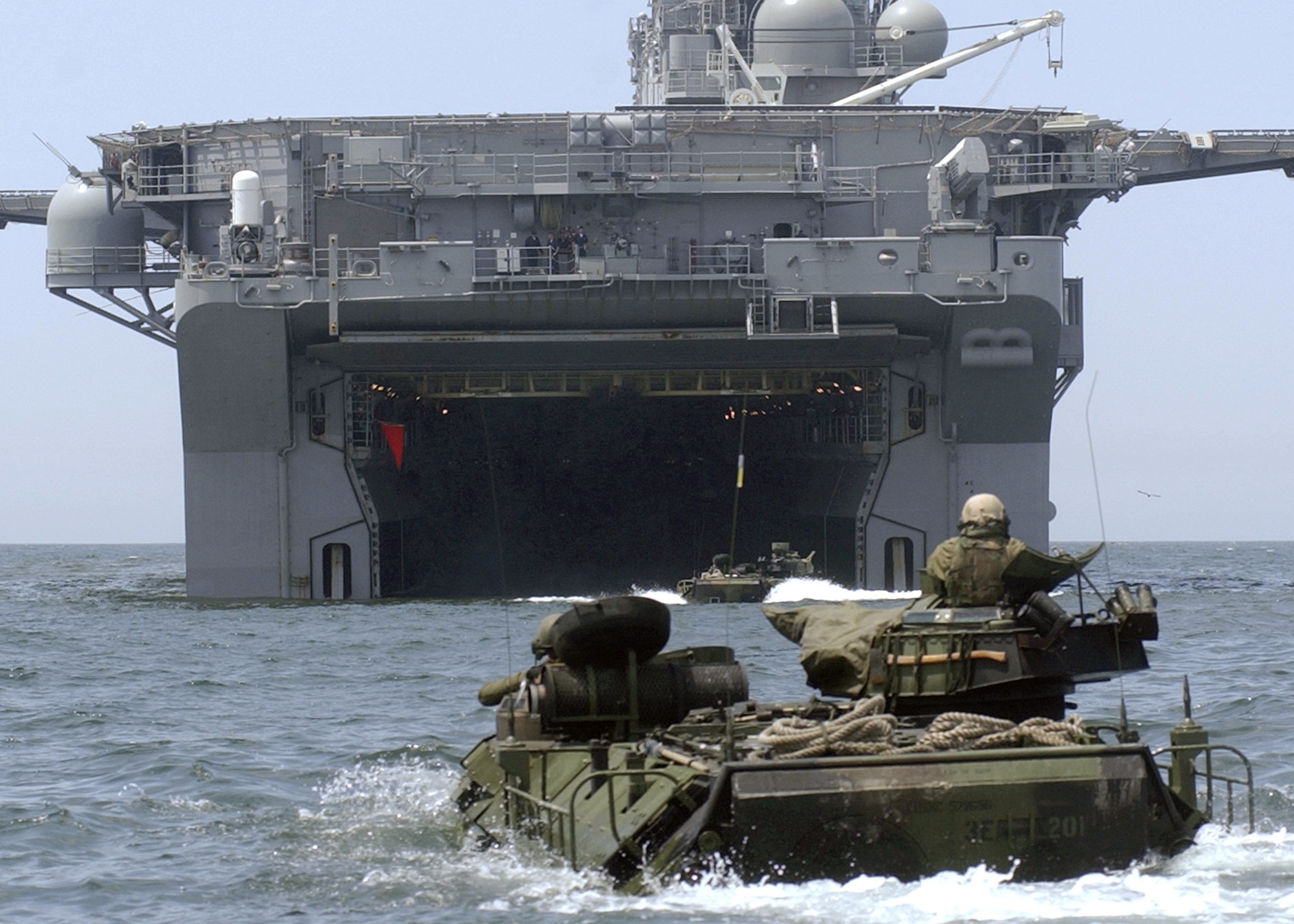
Un véhicule amphibie AAV-7 devant le radier inondable de poupe de l'USS Bonhomme Richard, s'apprêtant à enradier.